# Alma mater (film, 1915)
Pour les articles homonymes, voir Alma mater (homonymie).
Pour plus de détails, voir Fiche technique et Distribution.
Alma mater est un film italien réalisé par Enrico Guazzoni, sorti en 1915.

## Fiche technique
- Titre : Alma mater
- Réalisation : Enrico Guazzoni
- Photographie : Giovanni Grimaldi
- Pays d'origine : Royaume d'Italie
- Format : Noir et blanc - 1,33:1 - Film muet
- Date de sortie : 1915

## Distribution
- Clara Della Guardia
- Pina Menichelli
- Giuseppe Piemontesi
- Augusto Poggioli